# Château de Sidon

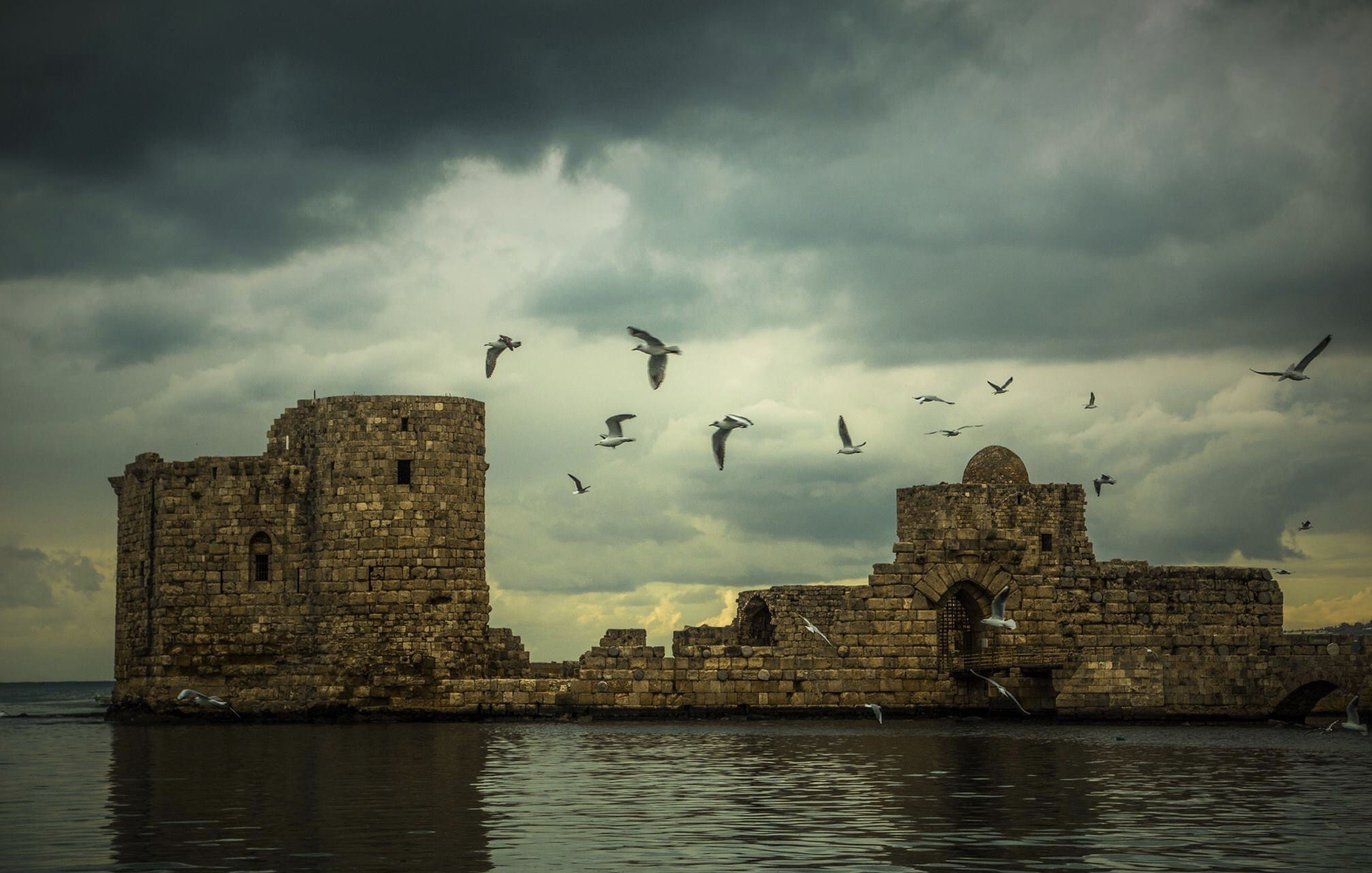
Le chateau de Sidon sous un temps menaçant. Novembre 2018.

Le château de Sidon aussi appelé le château de la Mer  ou Sagette, Sayette  par les croisés (en arabe :  Ṣaydā, صيدا) est forteresse de Terre sainte situé à Sidon (actuelle Saïda) construite sur une presqu'île en 1227. 